# Weinitzen
Weinitzen là một đô thị thuộc huyện Graz-Umgebung bang Steiermark, nước Áo. Đô thị Weinitzen có diện tích 18,94 km², dân số thời điểm cuối năm 2008 là 2458 người.